# Classique hivernale de la LNH 2018
Match précédent Match suivant
L'édition 2018 est la dixième édition de la Classique hivernale de la LNH, en anglais : 2018 NHL Winter Classic, une partie annuelle de hockey sur glace disputée à l’extérieur en Amérique du Nord. La partie oppose les Rangers de New York et les Sabres de Buffalo, le 1er janvier 2018. Même si le match est disputé à New York, ce seront les Sabres qui agiront comme équipe locale puisque les Rangers ne peuvent disputer une rencontre à domicile à l'extérieur du Madison Square Garden sous peine de perdre une exemption de taxes .

## Effectifs
| No | Joueur            | Position      |
| -- | ----------------- | ------------- |
| 10 | J.T. Miller       | Centre        |
| 13 | Kevin Hayes       | Ailier droit  |
| 17 | Jesper Fast       | Ailier droit  |
| 18 | Marc Staal        | Défenseur     |
| 22 | Kevin Shattenkirk | Défenseur     |
| 24 | Boo Nieves        | Centre        |
| 26 | Jimmy Vesey       | Ailier gauche |
| 27 | Ryan McDonagh     | Défenseur     |
| 28 | Paul Carey        | Centre        |
| 30 | Henrik Lundqvist  | Gardien       |
| 31 | Ondrej Pavelec    | Gardien       |
| 36 | Mats Zuccarello   | Centre        |
| 40 | Michael Grabner   | Ailier droit  |
| 42 | Brendan Smith     | Défenseur     |
| 51 | David Desharnais  | Centre        |
| 55 | Nick Holden       | Défenseur     |
| 61 | Rick Nash         | Ailier gauche |
| 76 | Brady Skjei       | Défenseur     |
| 89 | Pavel Buchnevich  | Ailier gauche |
| 93 | Mika Zibanejad    | Centre        |

| No | Joueur             | Position      |
| -- | ------------------ | ------------- |
| 4  | Josh Gorges        | Défenseur     |
| 6  | Marco Scandella    | Défenseur     |
| 9  | Evander Kane       | Ailier gauche |
| 10 | Jacob Josefson     | Centre        |
| 15 | Jack Eichel        | Centre        |
| 17 | Jordan Nolan       | Centre        |
| 19 | Jake McCabe        | Défenseur     |
| 21 | Kyle Okposo        | Ailier droit  |
| 22 | Johan Larsson      | Centre        |
| 23 | Sam Reinhart       | Centre        |
| 28 | Zemgus Girgensons  | Centre        |
| 29 | Jason Pominville   | Ailier droit  |
| 31 | Chad Johnson       | Gardien       |
| 40 | Robin Lehner       | Gardien       |
| 47 | Zach Bogosian      | Défenseur     |
| 55 | Rasmus Ristolainen | Défenseur     |
| 67 | Benoit Pouliot     | Ailier gauche |
| 71 | Evan Rodrigues     | Centre        |
| 82 | Nathan Beaulieu    | Défenseur     |
| 90 | Ryan O'Reilly      | Centre        |

## Feuille de match
| 1er janvier 2018 | New York | 3-2 (2-0, 0-1, 0-1, 1-0) | Buffalo | Citi Field 41 821 spectateurs |

| Feuille de match | Feuille de match | Feuille de match    | Feuille de match                                                                                                 | Feuille de match                                           |
| ---------------- | --- | ------------------- | --- | ---------------------------------------------------------- |
|                  | P. Carey (J. Fast, B. Nieves) — 4 min 9 s M. Grabner (K. Hayes, J. Miller) — 8 min 20 s J. Miller (K. Shattenkirk, M. Zuccarello) — 62 min 43 s (SN) | 1-0 2-0 2-1 2-2 3-2 | S. Reinhart (K. Okposo, R. Ristolainen) — 20 min 56 s (SN) R. Ristolainen (R. O'Reilly, K. Okposo) — 40 min 27 s | Arbitrage : Gord Dwyer Chris Lee Shane Heyer Tony Sericolo |
| Henrik Lundqvist | Gardiens | Robin Lehner        | | Arbitrage : Gord Dwyer Chris Lee Shane Heyer Tony Sericolo |
| 10 min           | Pénalités | 6 min               | | Arbitrage : Gord Dwyer Chris Lee Shane Heyer Tony Sericolo |
| 42               | Tirs | 33                  | | Arbitrage : Gord Dwyer Chris Lee Shane Heyer Tony Sericolo |

## Match des anciens
| 31 décembre 2017 | New York | - | Buffalo | Citi Field |